# The Forest
The Forest je videohra z první osoby s otevřeným světem vyvinutá kanadskou společností Endnight Games pro Microsoft Windows a PlayStation 4. Alpha verze hry byla vydána prostřednictvím Steam Early Access dne 30. května 2014. Hra se odehrává na zalesněném poloostrově, kde herní postava a malé dítě přežily havárii letadla. Hlavním úkolem hry je najít syna a utéct z poloostrova. Hra umožňuje hráči dělat vlastní rozhodnutí o přežití na zcela otevřeném světě. Časné recenze pro alfa verzi byly velmi pozitivní.

## Hratelnost
Ve hře musí hráč přežít na zalesněném poloostrově po letecké havárii, během níž je viděn muž pokreslený rudou barvou, který hráči unese syna. Hráč přežije tím, že vytvoří útočiště, zbraně a další nástroje nezbytné pro přežití. Na poloostrově žijí neškodná zvířata, která hráči slouží jako zdroj potravy, ale dále tu jsou hrozivé zrůdy a divocí kanibalističtí mutanti, kteří žijí v malých osadách na povrchu a v hlubokých jeskyních pod poloostrovem. Jejich obvyklé chování je agresivní, zejména v noci. Vývojáři však chtějí, aby si hráči položili otázku, zda kanibalistický kmen poloostrova je nepřítelem hráče nebo naopak. Například při prvním setkání s hráčem mohou kanibalové váhat k útoku a místo toho pozorovat hráče z dálky, pokoušet se komunikovat s hráčem a posílat hlídky kolem základního hráčova tábora. V boji se pravidelně pokoušejí navzájem chránit před zraněním, obklopovat hráče, skrývat se, přenášet zraněné do bezpečí, udržovat si svou vzdálenost, používat taktická rozhodnutí, nikoli přehánět na neznámém území a občas se vzdát ze strachu. Bojí se ohně a někdy se bojí přístupu k hráči, pokud je v blízkosti táborák nebo pochodeň. Dále neumí plavat, v hluboké vodě se utopí. Stávajícím cílem hry je dostat se do laboratoře v podzemí, kde probíhaly různé výzkumy DNA a oživení mrtvých. Jak hráč postupuje přes hru a zkoumá jeskyně pod lesním povrchem, narazí na bizarní mutace, včetně deformovaných dětí a mutantů s několika dalšími končetinami.
Hra obsahuje cyklus dne a noci, přičemž hráč může postavit úkryt a pasti, lovit zvířata a shromažďovat zásoby během dne a bránit se proti mutantům v noci.

## Příběh
Příběh začíná na palubě letadla z pohledu Erica LeBlanca, vedle nějž sedí jeho syn Timmy, ovšem letadlo náhle ztroskotá na fiktivním lesnatém poloostrově. Ačkoliv jsou otec a syn jediní přeživší, Eric jen bezmocně sleduje, jak Timmyho unese muž pomalovaný rudou válečnou barvou a následně upadne do bezvědomí. Jakmile znovu přijde k sobě, vydá se vypátrat svého syna, ovšem poloostrov je obydlen divokými kanibalistickými mutanty a děsivými zrůdami, které Erica donutí se bránit, budovat si svou základnu a prozkoumávat poloostrov. Toto bádání Erica dovede k přesvědčení, že Timmy přece jen někde žije, jelikož v mnohých jeskyních nalézá synovy obrázky pokreslené voskovkami. Též párkrát narazí na rudého muže v dáli, ale ten pokaždé uprchne pryč.
Timmyho kresby nakonec dovedou Erica do opuštěného podzemního komplexu pod taktovkou Sahara Therapeutics, vlivné výzkumné společnosti zodpovědné za tajné experimentování s lidmi. Eric zde nalézá veškerý personál mrtvý a zjišťuje, že zkoumali artefakt zvaný Obelisk vzkříšení (v anglickém originále Resurrection Obelisk). Artefakt byl neznámo kdy a jak vytvořen tajemnými Prastarými jedinci (Ancient Ones), a jako takový má schopnost oživit mrtvé, ovšem vyžaduje oběť dítěte. Byl to právě tento artefakt, s nímž Sahara neúmyslně stvořila hrozivé mutanty na poloostrově. Eric se dále dozvídá, že onen rudý muž je Dr. Matthew Cross, bývalý vedoucí celého výzkumu, jehož dceru Megan zabil uprchlý mutant. Právě toto jej přimělo, aby unesl Timmyho a použil jej jako oběť ve snaze přivést svou dceru zpět k životu.
Eric záhy nalezne Crosse mrtvého a také samotný artefakt, v němž leží Timmyho bezvládné tělo: už byl obětován pro záchranu Megan. Ačkoliv přišel pozdě, Eric si uvědomí sílu artefaktu, a že stále může být použit pro vzkříšení Timmyho. Jak pokračuje hlouběji do zařízení, nalézá samotnou Megan, leč stala se z ní zmutovaná stvůra a je přinucen jí zabít. Následně vloží její tělo do artefaktu, ale k jeho spuštění je nutná živá oběť. Dojde proto do pozorovatelny a objeví druhý artefakt zvaný Obelisk síly (Power Obelisk), který slouží jako EMP schopné vyřadit z provozu letadla; vyplývá tak najevo, že Cross stejným způsobem vyřadil z provozu letadlo v úvodu hry. Eric stojí před volbou, zda aktivovat artefakt nebo jej vypnout. Hra nyní umožňuje dva konce:
- Pokud Eric aktivuje artefakt, způsobí pád dalšího letadla a nalezne vhodnou oběť pro vzkříšení Timmyho. O rok později vychází najevo, že Eric a Timmy byli zachráněni a jsou pozváni do talk show podporující Ericovu knihu o jeho zážitcích na poloostrově. Během show však Timmy zkolabuje a prudce se třese, zdá se, že každou chvíli zmutuje stejně jako Megan. Eric jej však uklidní a vše se vrací do normálu. O několik let později sledujeme příběh z pohledu náctiletého Timmyho. Prověřuje neznámý ostrov zvaný „Site 2“ a nadále se snaží potlačit své mutace.
- Pokud Eric vypne artefakt, ušetří prolétávající letadlo a všechny na palubě za cenu Timmyho života. Vzápětí odejde ze zařízení, spálí fotku Timmyho a rozhodne se na dobu neurčitou žít na poloostrově v osamocení.

## Vývoj
The Forest byl inspirován filmy jako je Pád do tmy a Kanibalové a videohrami jako Don't Starve, a byl přijat jako součást společnosti Steam Greenlight v roce 2013. Vývojáři Endnight Games prohlásili, že Disney je inspirací pro hru a komentuje, že nechtějí, aby byla celá hra zcela „tmavá a depresivní“. Hra je vyvíjena tak, aby byla kompatibilní s Oculus Rift a headsetem pro virtuální realitu. Vývojový tým vydal režim pro více hráčů a řekl, že kooperativní mód může přidat k pocitu náhodnosti ve hře, ačkoli oni chtějí zůstat daleko od masivního multiplayeru jako je například DayZ nebo Rust.
Vývojový tým má zázemí ve filmových vizuálních efektech, pracoval na filmech jako Amazing Spider-Man 2 a Tron: Legacy. Hra byla původně vyvinuta pomocí jednotky Unity 4, ačkoli 15. dubna 2015 byla vydána v0.16, která modernizovala engine z Unity 4 na Unity 5.
Dne 10. listopadu 2014 byl vydán patch na Steam pro The Forest, který umožnil hru více hráčů. Vývojáři však uvedli, že je to jejich první průchod při implementaci multiplayeru do hry, takže se očekávají chyby a závady. Od nejnovější verze Alpha je plná integrace Steam k hraní online a online hraní je průběžně zpracováváno vývojáři. Multiplayer aktuálně podporuje 2 až 8 hráčů. Dne 6. prosince 2014 bylo oznámeno, že The Forest přichází na PlayStation 4. Dne 19. dubna 2017 byla do hry přidána možnost hráči si založit vlastní server, který lze zabezpečit heslem, nastavit ochranu VAC a více nastavení než u kooperativní verze.